# Lijst van onderscheidingen van de 17. SS-Panzergrenadier-Division Götz von Berlichingen
Dit is een lijst van onderscheidingen van de 17. SS-Panzergrenadier-Division Götz von Berlichingen.

## Dragers van de Gesp voor Frontdienst

### In goud
- Bruno Hinz, SS-Obersturmführer, SS Panzergrenadier-Regiment 38[1][2]

## Dragers van het Duits Kruis

### In goud
- Arno Berger, Dr., SS-Obersturmführer, SS Panzer-Aufklärungs-Abteilung 17[3]
- Sepp Esterl, SS-Hauptsturmführer, SS Artillerie-Regiment 17[4]
- Rudolf Fischer, SS-Obersturmführer, SS Panzergrenadier-Regiment 38[5][6]
- Karl Guse, SS-Hauptsturmführer, SS Artillerie-Regiment 17[7][6]
- Günther Hörmann, SS-Obersturmführer, SS Panzer-Abteilung 17[8][9]
- Heinrich Hoffmann, SS-Obersturmführer, SS Panzergrenadier-Regiment 37[10]
- Adolf-Gustav Kirst, SS-Hauptscharführer, SS Panzergrenadier-Regiment 38[11]
- Hugo Lechner, SS-Oberscharführer, SS Panzer-Aufklärungs-Abteilung 17[12]
- Günther Prinz, SS-Obersturmführer, SS Artillerie-Regiment 17[13][14]
- Michael Schmitt, SS-Obersturmführer, SS Artillerie-Regiment 17[15]
- Willi Stephan, SS-Obersturmführer, SS Panzer-Abteilung 17[16]

## Dragers van de Erebladgesp
- Heinz Müller, SS-Hauptsturmführer, SS Pionier-Abteilung 17[17][18]

## Dragers van het Ridderkruis van het IJzeren Kruis
- Ortwin Kuske, SS-Untersturmführer, SS Panzer-Aufklärungs-Abteilung 17[19][20]
- Fred Papas, SS-Untersturmführer, SS Panzer-Aufklärungs-Abteilung 17[19][21]
- Heinrich Gottke, SS-Unterscharführer, SS Flak-Abteilung 17[22][23]

### Met Eikenloof
- Bruno Hinz, SS-Obersturmführer, SS Panzergrenadier-Regiment 38[24][25]
- Kurt Wahl, SS-Hauptsturmführer, SS Panzergrenadier-Regiment 38[26][27]